# Bayern 2 plus
Bayern 2 plus – niemiecka stacja radiowa należąca do Bayerischer Rundfunk (BR), bawarskiego publicznego nadawcę radiowo-telewizyjnego. Została uruchomiona w 2005 roku, a zakończyła nadawanie 28 stycznia 2015 roku.
Stacja była ściśle powiązana z jedną z głównych anten BR, Bayern 2, i miała za zadanie uzupełniać ją. W czasie imprez kulturalnych, z których transmisje nie mieszczą się w ramówce głównej anteny, miejscem ich nadawania był kanał Bayern 2 plus. W szczególności dotyczyło to festiwalu ARD Radiofestival. Dodatkowo antena emitowała programy poświęcone tematyce lokalnej z północnej części Bawarii, a w  tym samym czasie główna antena nadawała audycje z południa kraju związkowego. W czasie, gdy Bayern 2 plus nie nadawała żadnych własnych programów, stacja transmitowała audycje Bayern 2. 
Stacja dostępna była wyłącznie w naziemnym przekazie cyfrowym na obszarze Bawarii.